# Kei Enue
Kei Enue (えぬえ けい Enue Kei?) es una mangaka japonesa cuyas obras se orientan principalmente al público shōjo. Sus historietas han sido publicadas en la revista Nakayoshi, editada por la editorial Kōdansha.
Una de sus obras, Channel W, fue editada en España por Planeta DeAgostini.
En 2009, recibió el Premio Manga Kōdansha en la categoría de mejor manga para niños por la serie Meitantei Yumemizu Kiyoshirō Jiken Note (名探偵夢水清志郎事件ノートMeitantei Yumemizu Kiyoshirō Jiken Note?), realizada en colaboración con el escritor Kaoru Hayamine.

## Trabajos
- RSR o R-S-Revolution: 1 volumen
- B-Wanted (Ｂーウォンテッド?): 6 volúmenes, 1999-2002
- Kami-sama ga Kureta Natsu: 1 volumen, 2002
- Channel W: 1 volumen, 2003
- Meitantei Yume Mizu Kiyoshirou Jiken Nooto (名探偵夢水清志郎事件ノート?): 5 volúmenes, 2004